# Meróu
Meróu es una aldea perteneciente a la parroquia de Boal, en el concejo de Boal, comarca de Eo-Navia, Principado de Asturias, España.
Cuenta con una población de 6 habitantes (INE, 2013) y se encuentra a unos 190 m de altura sobre el nivel del mar, en la margen izquierda del río Navia. Está situado a unos 5 km de la capital del concejo, tomando desde ésta primero la carretera AS-12 en dirección a Grandas de Salime, y desviándose luego en San Luis (Boal) por la AS-35 en dirección a Villayón.
Un dicho popular (en gallego-asturiano o fala) reza: "Si baxas a Ribeira, lleva pan na faltriqueira, y si pasas por Merou, lleva pan de tou."
Otro dicho popular dice “Si vas a Roxíos, comerás pan i toucius; si vas a Merou, lleva pan del tou.”